# Аполлинарии
Аполлина́рии или Аполло́новы и́гры (лат. ludi Apollinares) у древних римлян — благодарственные празднества, совершавшиеся в честь бога Аполлона. Носили вотивный характер, то есть справлялись по обету богу: первоначально с целью победы над врагом, а позднее — для отвращения болезней.

## Учреждение
Согласно Титу Ливию, эти игры были учреждены в Риме в 212 г. до н. э., во время Второй Пунической войны, после серии серьёзных поражений от Ганнибала.
За год до этого была найдена книга предсказаний некоего Марция. Оказалось, что в этой книге, написанной в стародавние времена, содержалось ясное пророчество о страшной катастрофе при Каннах, которая случилась за три года до этого и от которой римляне с тех пор не могли оправиться. Эта находка произвела на римлян сильное впечатление и они вдруг стали богобоязненными. В той же книге было и другое пророчество Марция: если римляне желают изгнать врага, нужно посвятить Аполлону игры. На организацию игр нужно взять не только деньги из народной казны — каждый должен внести свою лепту. Тогда «в радости всегда пребудете и дела ваши поправятся, ибо расточит бог врагов, которые разоряют ваши поля».
Во исполнение этого пророчества и проконсультировавшись для надёжности ещё и в Сивиллиных книгах (где обнаружилась также запись о празднике в честь Аполлона), римляне устроили по греческому обряду Аполлоновы игры.
Примерно ту же историю об учреждении игр повторяет Макробий. При этом Макробий добавляет важную деталь: с Сивиллиным пророчеством ознакомился децемвир (по Титу Ливию — претор) Корнелий Руф, который из-за этого был прозван «Сивиллой», а впоследствии из-за искажения стал называться «Силлой», то есть «Суллой». Так возник знаменитый род Корнелиев Сулл.
Игры в честь Аполлона вторично были справлены в 211 г. до н. э., и сенат постановил справлять их во веки веков.
Однако это решение сената, видимо, в следующие несколько лет не исполнялось. В 208 г. до н. э. тяжкое моровое поветрие охватило и Рим, и его окрестности. Народ совершал молебствия на всех перекрёстках о прекращении бедствия, а городской претор Публий Лициний Вар предложил народу принять закон: справлять Аполлинарии во веки веков в твёрдо установленный день. После этого Аполлоновы игры прочно вошли в римский официальный календарь.
Аполлинарии проводились ещё и во времена императоров.

## Время, место и организация празднования
Аполлоновы игры проходили ежегодно в третий день до квинктильских нон (то есть 5 июля, как стал называться месяц квинктилий при Юлии Цезаре) в Большом цирке. Позднее праздник продолжался с 6 по 13 июля.. Ведал играми городской претор, которому по постановлению сената на эти цели выделялись денежные средства и жертвенные животные.

## Характер праздника
Во время праздника народ должен был собираться в Большом цирке, надевать по греческому обряду венки и смотреть игры на ристалище. Зрители молились и приносили обеты, матроны взывали к богам. Народ угощался под открытым небом. Все двери в этот день должны были быть открыты настеж. В ходе праздника исполнялись — как у греков — ещё и сценические игры.